# Pablo Olivera
Pablo Fernando Olivera Fernández (Melo, 8 de diciembre de 1987) es un futbolista uruguayo. Juega de delantero y su equipo actual es Sud América de la Primera División de Uruguay.

## Trayectoria

### Inicios
En el 2004, debuta como profesional en el Cerro Largo Futbol Club, equipo con el cual logró debutar en la Primera División Uruguaya. Comenzó a destacar desde muy joven, y tras una breve estancia en Rampla Juniors, pasó a formar parte del River Plate.

### River Plate
El 1 de agosto de 2009 se confirma su traspaso hacia River Plate. Con el equipo logró continuidad en primera, llegando a ser catalogado como un atacante revelación del país. Se mantuvo en el equipo durante tres temporadas, jugando 48 partidos en los cuales consiguió anotar 16 goles.

### Moreirense F.C.
Gracias a sus buenas actuaciones con el equipo uruguayo. Consigue dar el salto al fútbol europeo, específicamente a la Primeira Liga de Portugal, uniéndose en condición de préstamo a las filas del Moreirense para la temporada 2012-2013. Entre liga y copa, solamente consiguió marcar 6 tantos esa temporada, y debido al descenso del equipo, estos decidieron no realizar la compra del delantero, obligándolo así a volver a River.

### Regreso a Sudamérica y Carabobo F.C.
Tras el paso por Europa de Olivera, nuevamente es cedido, pero esta vez hacia el recién ascendido a la Primera División Venezolana, Carabobo Fútbol Club, jugando la temporada 2013-2014 con el equipo. Consiguió sus primeros 3 tantos, en su debut ante Llaneros de Guanare, el cual culminó con un resultado de 4-0. El delantero logró marcar 17 goles esa temporada, quedando como segundo máximo goleador de la liga y también como ídolo para el equipo.

### Central Español y Deportivo Táchira
Al nuevamente no realizar la opción de compra por el delantero. Este volvió a River Plate, siendo cedido ahora al Central Español de la Segunda División Uruguaya, jugando únicamente la primera mitad de la temporada 2014-2015. Participó en 13 partidos y solamente marcó un gol.
Para la segunda mitad de la temporada, fue cedido al Deportivo Táchira, jugando el Torneo Clausura 2015 de Venezuela. Nuevamente fracasó. Ya que en 9 partidos, únicamente anotó 2 goles. No obstante, a pesar de su poca aportación, consiguió su primer título como profesional con el campeonato del Deportivo Táchira en la temporada 2014-2015.

### Leones Negros de la U. de. G.
El 24 de julio del 2015, se hace oficial el traspaso de Pablo Olivera hacia los Leones Negros de la Universidad de Guadalajara de la Liga de Ascenso de México. Participa en el Torneo Apertura 2015, debutando en la jornada 4 ante los Correcaminos de la UAT, marcando en ese mismo partido su primer gol, en la goleada de su equipo por el marcador de 7-1. El delantero, terminaría el torneo con 6 tantos. En el Clausura 2016 volvía a tener un buen rendimiento, marcando 7 tantos en 13 partidos del torneo regular, des afortunadamente para el ariete, no consiguió marcar en las semifinales de la liguilla contra Mineros de Zacatecas, siendo parte de la derrota y la eliminación de su equipo del torneo.
A pesar de los buenos resultados mostrados por el jugador uruguayo, la Universidad de Guadalajara decide no considerarlo de cara al torneo Apertura 2016, quedándose así sin equipo.

### Al-Wakrah Sport Club
Después de su paso por el fútbol mexicano, se oficializa a Olivera como jugador del Al-Wakrah Sport Club de la Liga de fútbol de Catar para la temporada 2016-17. Debuta en la primera jornada en la derrota de su equipo 2 goles a 1 ante El Jaish Sports Club, partido donde también consigue su primer, y hasta la fecha, único tanto.

### Cerro
Jugó durante dos años en el Club Atlético Cerro de la Primera División Uruguaya. En la temporada 2020 el club descendió y dejó la institución.

### Sud América
Llegó a Sud América para el Campeonato Uruguayo de Primera División 2021.

## Clubes
| Club                               | País      | Año           | PJ  | Goles | Asistencias |
| ---------------------------------- | --------- | ------------- | --- | ----- | ----------- |
| Cerro Largo Futbol Club            | Uruguay   | 2004 - 2007   | 26  | 3     | ?           |
| Rampla Juniors                     | Uruguay   | 2007 - 2008   | 0   | 0     | 0           |
| Cerro Largo Futbol Club            | Uruguay   | 2008 - 2009   | 25  | 3     | ?           |
| River Plate                        | Uruguay   | 2009 - 2010   | 1   | 0     | 0           |
| Cerro Largo Futbol Club (préstamo) | Uruguay   | 2010          | 13  | 3     | 0           |
| River Plate                        | Uruguay   | 2010 - 2012   | 46  | 13    | 4           |
| Moreirense F.C. (préstamo)         | Portugal  | 2012 - 2013   | 21  | 6     | 0           |
| Carabobo Fútbol Club (préstamo)    | Venezuela | 2013 - 2014   | 36  | 17    | ?           |
| Central Español (préstamo)         | Uruguay   | 2014          | 13  | 1     | 1           |
| Deportivo Táchira (préstamo)       | Venezuela | 2015          | 6   | 2     | 1           |
| Leones Negros                      | México    | 2015 - 2016   | 28  | 13    | 5           |
| Al-Wakrah Sport Club               | Catar     | 2016 - 2017   | 13  | 2     | 0           |
| Fénix                              | Uruguay   | 2017          | 3   | 0     | 0           |
| Atlético San Luis                  | México    | 2017 - 2018   | 26  | 6     | 2           |
| Torque                             | Uruguay   | 2018          | 14  | 3     | ?           |
| Cerro                              | Uruguay   | 2019 - 2020   | 0   | 0     | 0           |
| IASA                               | Uruguay   | 2021-Presente | 2   | 1     | 0           |
| Total                              |           | 2004 - 2021   | 273 | 73    | 13          |

## Palmarés

### Campeonatos nacionales
| Título             | Club              | País      | Año       |
| ------------------ | ----------------- | --------- | --------- |
| Torneo Preparación | River Plate       | Uruguay   | 2012      |
| Copa Integración   | River Plate       | Uruguay   | 2012      |
| Primera División   | Deportivo Táchira | Venezuela | 2014-2015 |
| Torneo Clausura    | Deportivo Táchira | Venezuela | 2015      |